# Bồ câu ăn quả Jambu
Ptilinopus jambu là một loài chim trong họ Columbidae.